# Cessna Skymaster

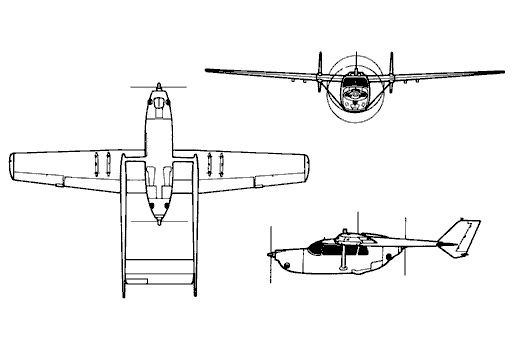
Cessna O-2 Skymaster

Cessna 336/337 Skymaster — легкий двомоторний літак. У ВПС США отримав позначення O-2.
Наприкінці 1950-х років був розроблений компанією Cessna. 28 лютого 1961 року відбувся перший політ. З травня 1963 року почався серійний випуск (разом більше 20 модифікацій). Літак використовують у цивільній авіації загального призначення та у ВПС ряду країн як допоміжний.

## Конструкція
Моноплан двобалочної схеми із шестимісною кабіною, високо розташованим крилом і тристійковим шасі з носовою стійкою, що прибирається. Оснащений двома двигунами, один з яких розкручує носовий гвинт, другий — хвостовий штовхаючий гвинт. Вибір такої схеми визначався, зокрема, тим, що в разі відмови одного з двигунів не виникає асиметрія тяги і розвертаючий момент (що відбувається, якщо двигуни розташовані на крилах). Тим часом, виявилися і недоліки схеми: задній двигун, отримуючи менший повітряний обдув, часто перегрівався, надто за спекотної погоди.
Залежно від модифікації, оснащувався і шасі, що не прибирається, і шасі, що прибирається; поршневими або турбогвинтовими двигунами.

## Технічні характеристики
Дані наведені для модифікації 337D.
Основні характеристики
- Екіпаж: 1 пілот
- Пасажиромісткість: 5 пасажирів
- Довжина: 9,07 м
- Висота: 2,84 м
- Розмах крила: 11,58 м

- Площа крила: 18,7 м²
- Маса порожнього: 1204 кг
- Максимальна злітна маса: 2000 кг

Льотні характеристики
- Крейсерська швидкість: 232 км/год
- Практична дальність: 1220 км
- Швидкопідйомність: 6,1 м/с